# Igor Iassoulovitch
Igor Iassoulovitch (en russe : Игорь Николаевич Ясулович), né le 24 septembre 1941 à Reinsfeld (république socialiste fédérative soviétique de Russie,  Union soviétique) et mort le 19 août 2023, est un acteur soviétique puis russe.

## Filmographie partielle
- 1961 : Neuf Jours d'une année (Девять дней одного года) de Mikhaïl Romm
- 1964 : À travers le cimetière (Через кладбище) de Viktor Tourov
- 1967 : Opération Trust (Операция «Трест») de Sergueï Kolossov
- 1968 : Le Bras de diamant (Бриллиантовая рука) de Leonid Gaïdaï
- 1968 : Le Glaive et le Bouclier (Щит и меч) de Vladimir Bassov
- 1971 : Les Douze Chaises (12 стульев) de Leonid Gaïdaï
- 1972 : Rouslan et Ludmila (Руслан и Людмила) d'Alexandre Ptouchko
- 1975 : C'est impossible (Не может быть) de Leonid Gaïdaï
- 1979 : Ce même Münchausen (Тот самый Мюнхгаузен) de Mark Zakharov
- 1980 : À travers les ronces vers les étoiles (Через тернии к звёздам) de Richard Viktorov
- 1982 : Mary Poppins, au revoir (Мэри Поппинс, до свидания) de Leonid Kvinikhidze
- 1985 : L'Invitée du futur (Гостья из будущего) de Pavel Arsenov
- 1985 : La plus charmante et attirante (Самая обаятельная и привлекательная) de Guerald Bejanov
- 1987 : Mio au royaume de nulle part (Мио, мой Мио) de Vladimir Grammatikov
- 1987 : L'Ami (Друг) de Leonid Kvinikhidze
- 1987 : Garde-marines, en avant! (Гардемарины, вперёд!) de Svetlana Droujinina
- 1992 : Le Carré noir (Чёрный квадрат) de Youri Moroz
- 1996 : La Reine Margot (Королева Марго) d'Alexandre Mouratov

## Récompenses et nominations

### Récompenses
- 2001 : Artiste du peuple de la fédération de Russie[2]